# Kaylee Tuck
Kaylee Tuck (Winter Haven, Florida, 30 de mayo de 1994) es una abogada y política conservadora estadounidense, miembro del Partido Republicano. Actualmente, sirve como miembro de la Cámara de Representantes de Florida desde el 2020.

## Familia
La abuela de Tuck sirvió en la Comisión del Condado de Highlands y su abuelo trabajó para la Oficina del Sheriff del Condado de Highlands. El padre de Tuck, Andy, fue miembro de la Comisión de Transporte de Florida y luego se desempeñó como vicepresidente de la Junta de Educación del Estado de Florida. Su madre, Sandee, es maestra.

## Educación
Tuck estudió economía en la Universidad Estatal de Florida, luego obtuvo un título de Juris Doctor en la Facultad de Derecho de la Universidad Stetson antes de regresar a su ciudad natal, Sebring, Florida, y unirse al bufete de abogados Henderson, Franklin, Starnes & Holt, donde se especializó en uso de la tierra y derecho inmobiliario.

## Carrera política
Tuck se enfrentó a Ned Hancock en una primaria republicana celebrada el 18 de agosto de 2020, para determinar el candidato republicano para el distrito 55 de la Cámara de Representantes de Florida, ya que el titular en funciones, Cary Pigman, no era elegible para la reelección debido a límites de mandato. Consiguió la nominación republicana y derrotó a la candidata del Partido Demócrata Linda Tripp en las elecciones de la Cámara de Representantes de Florida de 2020.

## Posiciones políticas
Tuck apoyó la ley estatal que prohíbe a los atletas transexuales competir en equipos deportivos femeninos en colegios secundarios y universitarios. Ella dijo que dicha ley era importante, y agregó: «Estamos tratando de asegurarnos de que las mujeres puedan competir en igualdad de condiciones…y asegurar de que no se conviertan en espectadores marginales de sus propios deportes».
Tuck apoyó las restricciones al aborto en el estado de Florida.

## Resultados electorales

#### 3 de noviembre de 2020
| 55.º distrito de la Cámara de Representantes de Florida | 55.º distrito de la Cámara de Representantes de Florida | 55.º distrito de la Cámara de Representantes de Florida | 55.º distrito de la Cámara de Representantes de Florida | 55.º distrito de la Cámara de Representantes de Florida |
| Candidato                                               | Candidato                                               | Partido                                                 | Votos                                                   | %                                                       |
| ------------------------------------------------------- | ------------------------------------------------------- | ------------------------------------------------------- | ------------------------------------------------------- | ------------------------------------------------------- |
|                                                         | Kaylee Tuck                                             | Republicano                                             | 51,946                                                  | 69,8                                                    |
|                                                         | Linda Tripp                                             | Demócrata                                               | 22,475                                                  | 30,2                                                    |
| Escritos                                                | Escritos                                                | Escritos                                                | 3                                                       | 0,0                                                     |
|                                                         |                                                         |                                                         |                                                         |                                                         |
| Total                                                   | Total                                                   | Total                                                   | 74,424                                                  | 100                                                     |
|                                                         |                                                         |                                                         |                                                         |                                                         |
| Fuente:                                                 |                                                         |                                                         |                                                         |                                                         |